# ガネット・カンパニー
ガネット・カンパニー（英: Gannett Co., Inc.）は、アメリカ合衆国ニューヨークに拠点を置くアメリカ合衆国の新聞社である。
2大全国紙の1つUSAトゥデイをはじめ、ダラス・モーニングニュース、アリゾナ・リパブリック、デトロイト・フリー・プレス、インディアナポリス・スター、シンシナティ・インクワイアラー、ルイビル・クーリエ・ジャーナルをはじめとする日刊紙100紙以上を発行している。

## 概要
ガネット社は100紙以上の日刊紙を持ち合計発行部数は全米最大の約320万部に達する。2019年8月フォートレス・インベストメント・グループ傘下で多数の地方紙を発行するゲートハウスメディアおよびその親会社ニュー・メディア・インベストメント・グループと経営統合について合意した。統合後は米国47州と米領グアムの日刊紙263媒体を傘下に持ち発行部数800万超の米国最大の新聞社になる予定。

## ガネット社（初代）
1906年フランク・ガネットはニューヨーク州エルミラのエルミラガゼットの株式を取得し新聞業へ参入、1923年には法人としてガネットカンパニーを発足させた。
1918年から1986年までニューヨーク州ロチェスター、1986年から2001年バージニア州アーリントン郡、2001年以降はバージニア州マクリーンに拠点を置き規模を拡大させていった。旗艦紙であるUSAトゥデイは1982年9月15日に創刊された。2013年6月13日ダラス・モーニングニュースを発行し、多数の放送局を保有するベロ社を15億ドルで買収し放送部門を大きく強化した。2014年8月5日収益性の低い新聞事業と収益性の高い放送・ウェブ事業の分社化が発表され、2015年6月29日付けで初代ガネットはテグナへ改名し放送事業とウェブ事業を引き継いだ。

## ガネット社（2代目）
2015年USAトゥデイと米国の地方紙92紙、英国の数紙の新聞事業とガネットの名はテグナより分社化された2代目ガネット社が引き継いだ。2015年10月ジャーナル・メディアを2億8000万ドルで買収。2016年4月シカゴ・トリビューン紙を手掛けるトロンクへ買収オファーを出すが株主に拒否され、11月に断念している。2019年1月14日議決権7.5％を持つ筆頭株主であったMNGエンタープライジズから13億6,000万ドルで敵対的買収を受けるが2月4日取締役会が過小評価と判断し買収を拒絶し、5月16日に開かれた株主総会でMNGエンタープライジズとの委任状争奪戦に勝利した。
2019年5月30日ウォールストリートジャーナルによってゲートハウス・メディアとの合併交渉が報じられ、2019年8月5日ゲートハウスメディアの親会社ニュー・メディア・インベストメント・グループとの間で13億8000万ドルの買収および経営統合に合意した。買収は現金6.25ドルとガネット1株あたりニュー・メディア0.5427株の株式交換により行われ新会社の出資比率はニューメディアが50.5%、ガネットが49.5%となるが統合新会社の名称はガネットを引き継ぐ。

## ゲートハウスメディア社
ゲートハウスメディア社はローカル・メディア・グループの大手で37州で145の日刊紙を保有する。1998年Leonard Green & Partnersから支援を受けたKenneth L. SerotaによりLiberty Group Publishingが設立されたが、
2005年5月11日フォートレスインベストメント系のFortress Capital Groupが5億2,700万ドルで買収しGateHouse Mediaへ改称された。2006年10月25日ニューヨーク証券取引所に上場したが(NYSE:GHS)、ほどなく経営難に陥る。ゲートハウスメディアは2013年9月連邦倒産法第11章による再生手続きに入りフォートレスから支援を受けるNew Media Investment(NYSE:NEWM)の子会社に再編された。ガネットとの経営統合に伴いFortressとNew Mediaの管理業務の請負契約は2021年で終了予定。